# Selago recurva
Selago recurva är en flenörtsväxtart som beskrevs av Ernst Meyer. Selago recurva ingår i släktet Selago och familjen flenörtsväxter. Inga underarter finns listade i Catalogue of Life.